# Gheorghe Marcu
Gheorghe Marcu (n. 15 aprilie 1958) este un fost deputat român, ales în legislatura 1990-1992, în județul Botoșani pe listele FSN, și în legislatura 2000-2004 pe listele PSD. În 2008, a fost ales ca senator în același județ, din partea Alianței PSD+PC în legislatura 2008-2012. În legislatura 1990-1992, Gheorghe Marcu a fost membru în grupurile parlamentare de prietenie cu Republica Venezuela, Regatul Thailanda, Australia, Statul Israel, Franța și Republica Libaneză.  În legislatura 2000-2004, Gheorghe Marcu a fost membru în grupurile parlamentare de prietenie cu Republica Cehă și Ucraina iar legislatura 2008-2012, a fost membru în grupurilr parlamentare de prietenie cu Republica Arabă Egipt, Republica Polonă și Ucraina. 

## Legături externe
- Gheorghe Marcu Arhivat în 22 august 2016, la Wayback Machine. la cdep.ro